# NGC 5368
NGC 5368 je prečkasta spiralna galaktika u zviježđu Velikom medvjedu.

## Vanjske poveznice
- (engl.) SEDS: NGC 5368
- (engl.) Revidirani Novi opći katalog
- (engl.) Izvangalaktička baza podataka NASA-e i IPAC-a
- (engl.) Astronomska baza podataka SIMBAD
- (engl.) VizieR
- DSS-ova slika NGC 5368  Arhivirana inačica izvorne stranice od 4. ožujka 2016. (Wayback Machine)